# La Ruche (roman)
Pour les articles homonymes, voir La Ruche.
La Ruche (titre original en espagnol : La colmena) est un roman écrit par Camilo José Cela et publié en 1951 à Buenos Aires. En raison de ses multiples allusions au sexe, à l'homosexualité et au milieu carcéral de l'époque, le livre a été censuré en Espagne jusqu'en 1963, où le nouveau ministre de l'Intérieur Manuel Fraga y autorisa la première publication. En France, il est traduit aux Éditions Gallimard dès 1958.

## Présentation
Le livre est divisé en six chapitres et un épilogue. Chaque chapitre est composé d'un nombre variable de courtes séquences, présentant des épisodes mélés les un aux autres et se déroulant simultanément. Ainsi, la trame est divisée en une multitude de petites anecdotes, dont la somme, représentant un faisceau de vies qui se croisent, sont comme les alvéoles d'une ruche.
Le cadre spatio-temporel du roman est clairement défini : Madrid pendant quelques journées de 1942, durant l'après-guerre civile, au début du Franquisme. L'auteur adopte un point de vue objectiviste. L'espace du roman est relativement réduit, mais les personnages qui interviennent tout au long de l'œuvre sont particulièrement nombreux (près de 300).
Parmi ceux-ci dominent clairement les membres des classes moyennes inférieures, de la petite bourgeoisie mise en difficulté par le nouveau contexte socio-politique, se trouvant dans une situation instable et avec un avenir incertain, sans horizon et contraints de vivre au jour le jour. Les classes les plus élevées et la classe ouvrière sont au contraire peu représentées. 
La volonté d'écrire un reflet fidèle de la réalité n'implique pas la neutralité absolue du narrateur. Si, dans la plupart des cas, celui-ci se limite à montrer et décrire depuis l'extérieur sans pénétrer le for intérieur des personnages, il adopte par moments un point de vue omniscient et commente de façon ironique les actes de ces derniers.